# Project ANIMA
Project ANIMA（プロジェクトアニマ）は、DeNA、創通、文化放送、毎日放送（MBS）の共同企画によるオリジナルアニメ制作プロジェクト。2018年に「SF・ロボットアニメ部門」「異世界・ファンタジー部門」「キッズ・ゲームアニメ部門」の3ジャンルで公募コンテストを行い、各部門の大賞作品を2020年以降テレビアニメ化する計画である。本公募への投稿数は8229作品にものぼり国内最大級となった。

## 概要
テレビアニメの制作本数が年々増加する中で、原作となる漫画・小説作品の争奪戦が起こり、企画の保守化（ヒット作の模倣）といった課題が生まれている。一方で、IPビジネスの展開や海外市場の拡大という面から、オリジナルアニメの重要性が高まっている。当プロジェクトは「選ばれたら即アニメ化!」をキーワードに、自由な発想を持つ次世代のアニメ作家を発掘し、「2020年代を代表する作品の創出をめざす」ことを主意とする。
総合プロデューサーはDeNAの上町裕介（かみまち ゆうすけ）。DeNAを主幹事とし、創通が権利運用、文化放送がメディア展開を担当し、のちに毎日放送の追加参加が発表された。映像化はプロジェクトに参加するアニメ制作スタジオ3社（サテライト、J.C.STAFF、動画工房）によって行われる。
応募資格に関しては年齢性別、プロ・アマ、個人・グループを問わず参加可能。文章（小説・脚本）や絵（漫画・イラスト）のほか企画書や動画といったエントリーフォームを用意し、DeNAが運営する小説投稿サイト「エブリスタ」や漫画アプリ「マンガボックス」からも投稿できる。代々木アニメーション学院と協力し、日本各地で参加希望者向けの説明会や出張持ち込み会を行う。
選考は各部門ごとに一次・二次審査で金賞（賞金15万円）・銀賞（賞金5万円）・佳作を選出し、それらの中から大賞作品（賞金100万円）を決定する。各部門の大賞作品を「原案」とし、それに合う脚本家や監督を立てて「アニメ原作」に落とし込み、実制作のラインに乗せていく。原案からアニメになっていく過程も公開する予定である。また、大賞を逃した入賞作についても、書籍化・マンガ化・ゲーム化などが検討される。
総投稿数は8229作品。
プロジェクトのメインビジュアルはイラストレーターの横槍メンゴが担当。プロジェクトのアンバサダーには声優の緑川光が就任する。
また、関連ラジオ番組として2018年1月4日より文化放送で「エブリスタ・マンガボックス presents 豊永・小松・三上の真夜中のラジオ文芸部」を放送する。番組に出演する声優の豊永利行、小松未可子、三上枝織もコンテスト3部門に応募し、豊永は「キッズ・ゲームアニメ部門」で佳作に入賞した。
2021年10月に「SF・ロボットアニメ部門」の『サクガン』が放送された。他2作品は当初の公開予定を大幅に過ぎてからもしばらく一切の情報がない状態であったが、2024年2月20日に「異世界・ファンタジー部門」の『魔法使いになれなかった女の子の話』の制作・放送予定が発表され、同年10月より放送されている。

## 各部門詳細

### SF・ロボットアニメ部門
- テーマ：SF・ロボット（メカ）をテーマとした作品（世界観やコンセプトは自由）[13]
- 募集期間：2018年2月1日 - 4月15日
- 募集形式：小説・脚本選考、マンガ選考、企画書・その他（イラスト・動画）選考
- 大賞：該当作品なし
- 準大賞（アニメ化対象作品）：戌井猫太郎（ロール）『削岩ラビリンスマーカー[14]』（小説・脚本選考）
- 授賞式：2018年8月25日 C3AFA TOKYO2018（幕張メッセ）[15]
- アニメ化作品：『サクガン』（仮題『Sacks&Guns!![16]』）
- アニメ制作会社：サテライト
- 放送：2020年予定→2021年10月 - 12月

| 各賞   | 作者名               | 作品名                                        | 選考               |
| ------ | -------------------- | --------------------------------------------- | ------------------ |
| 大賞   | 該当作品なし         | 該当作品なし                                  | 該当作品なし       |
| 準大賞 | 戌井猫太郎（ロール） | 削岩ラビリンスマーカー                        | 小説・脚本選考佳作 |
| 金賞   | 芳川見浪             | Robotech Touchdown ーロボテックタッチダウンー | 小説・脚本選考     |
| 金賞   | 一文字蛍             | メカバレ                                      | マンガ選考         |
| 金賞   | 山口準基             | 奴隷解放ビースレイブ                          | 企画書・その他選考 |
| 銀賞   | Zn_Fall              | 坂本龍馬と可能世界のドール・パンク            | 小説・脚本選考     |
| 銀賞   | ultramarine          | WONDER PLANET                                 | マンガ選考         |
| 銀賞   | 青木はる             | 真昼のイスティーム                            | 企画書・その他選考 |
| 佳作   | スズキマキ           | まひるのキャスケット                          | 小説・脚本選考     |
| 佳作   | 大森アロイ           | 天の標のAIへマジで本気な口づけを              | 小説・脚本選考     |
| 佳作   | 殻半ひよこ           | Color Variation                               | 小説・脚本選考     |
| 佳作   | 戌井猫太郎（ロール） | 削岩ラビリンスマーカー                        | 小説・脚本選考     |
| 佳作   | 福本士富             | エレクトリカル・デイドリーム                  | 小説・脚本選考     |
| 佳作   | 横田コネクタ         | 8分間のパピリオ                               | 小説・脚本選考     |
| 佳作   | 皇海宮乃             | ぬくもりのユートピア                          | 小説・脚本選考     |
| 佳作   | 娑婆聖堂             | 脳圧臨界ーニューロダウンー                    | 小説・脚本選考     |
| 佳作   | 庄司創               | サインハザード                                | マンガ選考         |
| 佳作   | 桑山純平             | 幻海のスティングレイ                          | マンガ選考         |
| 佳作   | ミヤワキ ダン        | レーゾンデートル                              | マンガ選考         |
| 佳作   | 三橋ユウ             | dawn!!(ドーン！！)                            | マンガ選考         |
| 佳作   | ヨル´                | ケルベロスのトリュフ                          | 企画書・その他選考 |
| 佳作   | 吉村純               | 維新兵団サムラマキナ                          | 企画書・その他選考 |
| 佳作   | 藤鍵                 | ROCKADOOM                                     | 企画書・その他選考 |
| 佳作   | 風見緑哉             | ハグルマのイチ                                | 企画書・その他選考 |
| 佳作   | 菊川貫               | ハイオーバーラビス・タタン                    | 企画書・その他選考 |
| 佳作   | 大谷えいち           | バディとブレイン                              | 企画書・その他選考 |
| 佳作   | 近衛祐               | 贖宥のゲヘナ                                  | 企画書・その他選考 |

### 異世界・ファンタジー部門
- テーマ：異世界・ファンタジーをテーマとした作品（時代設定やコンセプトは自由）[18]
- 募集期間：2018年5月1日 - 7月15日
- 募集形式：小説・脚本選考、マンガ選考、企画書選考
- 大賞（アニメ化対象作品）：赤坂優月『魔法使いになれなかった女の子の話。[19]』（小説・脚本選考）
- 授賞式：2018年11月3日 浜松町グリーン・サウンドフェスタ 浜祭（東京タワー 野外特設ステージ）[20]
- アニメ化作品：『魔法使いになれなかった女の子の話』
- アニメ制作会社：J.C.STAFF
- 放送：2021年予定→2024年10月 -

| 各賞 | 作者名             | 作品名                                | 選考           |
| ---- | ------------------ | ------------------------------------- | -------------- |
| 大賞 | 赤坂優月           | 魔法使いになれなかった女の子の話。    | 小説・脚本選考 |
| 金賞 | 幻想ごはん         | タロット・ゲーム                      | 小説・脚本選考 |
| 金賞 | 品川一             | VOID                                  | マンガ選考     |
| 金賞 | 篠田恵             | かぶきものがゆく                      | 企画書選考     |
| 銀賞 | 武田ゆい           | 天狗、ロシアを翔ける                  | 小説・脚本選考 |
| 銀賞 | 三月もも           | 塗壁 NURIKABE                         | マンガ選考     |
| 銀賞 | 杜的錬侍           | 西池袋占館ヴァンピール                | 企画書選考     |
| 佳作 | プライス           | ゴールデンスナッチャーズ              | 小説・脚本選考 |
| 佳作 | 坂ノ下祐介         | 七耀物語                              | 小説・脚本選考 |
| 佳作 | 葉隠ぼこ           | ブラックスターズ                      | 小説・脚本選考 |
| 佳作 | 熊巻               | 砂時計の世界                          | 小説・脚本選考 |
| 佳作 | 築田温             | 吾は倭國の女王なり 壱 龍笛の陰陽師    | 小説・脚本選考 |
| 佳作 | 伊ノ井善子         | Ultra Unlimited Human Air GP / 第１章 | 小説・脚本選考 |
| 佳作 | 石津度々           | ダンジョンエコノミー                  | 小説・脚本選考 |
| 佳作 | ニシハラダイタロウ | 魔法猫のギー                          | マンガ選考     |
| 佳作 | SYAKARIKI          | ロストトレジャー                      | マンガ選考     |
| 佳作 | モイライ           | ゴールドウルフ                        | マンガ選考     |
| 佳作 | タイリクオオカミ   | 俺の放課後、褒メイドさんっ！          | 企画書選考     |
| 佳作 | ヒヨコレコード     | ナナツのヒカリ                        | 企画書選考     |

### キッズ・ゲームアニメ部門
- テーマ：「15歳以下の少年少女が主人公のオリジナル作品」もしくは「RPG、アドベンチャー、TCGなどのゲーム展開に適したオリジナル作品」（世界観やジャンルは不問）[22]
- 募集期間：2018年8月1日 - 11月15日
- 募集形式：小説・脚本選考、マンガ選考、企画書選考
- 大賞（アニメ化対象作品）：品川一『メビウス・ダスト[23]』（マンガ選考）
- 授賞式：2019年3月23日 AnimeJapan2019 キラーピンクステージ（東京ビッグサイト東展示棟）[24]
- アニメ化作品：
- アニメ制作会社：動画工房
- 放送：2022年予定

| 各賞 | 作者名                   | 作品名                               | 選考           |
| ---- | ------------------------ | ------------------------------------ | -------------- |
| 大賞 | 品川一                   | メビウス・ダスト                     | マンガ選考     |
| 金賞 | 夏目                     | 武器術                               | 小説・脚本選考 |
| 金賞 | うえの                   | 深海ライフ                           | マンガ選考     |
| 金賞 | 灰原とう                 | ロボットのモモ                       | 企画書選考     |
| 銀賞 | しなののみかん           | 娯楽放送部                           | 小説・脚本選考 |
| 銀賞 | 丸丘                     | BREMEN                               | マンガ選考     |
| 銀賞 | DJ T-ono a.k.a. 小野利益 | たまこれ －Tokyo Music collectionー  | 企画書選考     |
| 佳作 | スズキマキ               | おかっぱボブ                         | 小説・脚本選考 |
| 佳作 | 椥辻亮太                 | ステップガール・エリィの魔法の大手帳 | 小説・脚本選考 |
| 佳作 | 樹川優                   | 奇跡のそらたび                       | 小説・脚本選考 |
| 佳作 | ささかま                 | アティピコ                           | 小説・脚本選考 |
| 佳作 | 萬十三階段               | イエンス=マジカ                      | マンガ選考     |
| 佳作 | さかゐわたる             | THE SCALLYWAGS                       | マンガ選考     |
| 佳作 | 龍魔王、王邪             | バブーヒーローズ                     | マンガ選考     |
| 佳作 | eru KIKAKU 黒崎野道      | ジョブモン                           | 企画書選考     |
| 佳作 | 山口準基                 | 最強！快適！アーマード家             | 企画書選考     |
| 佳作 | オダ コウイチ            | BLUES HEART                          | 企画書選考     |
| 佳作 | ヨル′                    | ノーブレス・オブ・リーシュ           | 企画書選考     |
| 佳作 | かんらくらんか           | プリンスオブプリンセス               | 企画書選考     |
| 佳作 | チーム「MATHUYAMA」      | サーフ                               | 企画書選考     |
| 佳作 | SWAT                     | ふぁい&なんす                        | 企画書選考     |
| 佳作 | jene                     | フィンード・ディマイン               | 企画書選考     |
| 佳作 | 石津度々                 | バトルキューブ！                     | 企画書選考     |
| 佳作 | 杜的錬侍                 | ミュージック・ホテル・ダイナー       | 企画書選考     |